# Теляшево (Абзелиловский район)
Теля́шево (баш. Теләш) — деревня в Абзелиловском районе Республики Башкортостан. Входит в Ташбулатовский сельсовет.

## Географическое положение
Расположена на отрогах хребта Крыктытау (Южный Урал), на левом берегу в верховьях реки Аналык (бассейн Урала) в 5,5 км к северо-западу от центра сельсовета села Ташбулатова, в 37 км к северу от районного центра  села Аскарова, в 210 км к юго-востоку от столицы республики города Уфы и в 35 км к северо-западу от города Магнитогорска.
С запада и юга к деревне примыкает лесной массив.
Имеется тупиковая грунтовая подъездная дорога от Ташбулатова через Биккулово.

## Описание
Основана башкирами Тамьянской волости Верхнеуральского уезда, известна с 1786 года. Названа по фамилии первопоселенца Тляшева.
В деревне действуют начальная школа, клуб.

## Население
| 1968 | 2002 | 2009 | 2010 |
| ---- | ---- | ---- | ---- |
| 171  | ↘112 | ↗116 | ↘105 |

Историческая численность населения: 1795 — 58 чел., 1866 — 179 чел., в 1900 — 144 чел., 1920 — 329 чел., 1939 — 146 чел., 1959 — 150 чел., 1989 — 106 чел..
Согласно переписи 2002 года, преобладающая национальность — башкиры (97 %).